# 卧底老板 (美国电视节目)
《卧底老板》（英語：Undercover Boss）是一部获得了艾美奖的美国真人秀节目，始于2010年，它是源自于同名的英国电视剧节目，并由同一制作公司兰姆伯特摄影棚（Studio Lambert）负责制作。每一集都围绕一名在大型企业中担任高级管理职位的人展开，主人公决定作为一名新近员工在公司中卧底，以找出企业存在的不足。第一季于2009年制作，共9集，并于2010年2月7日开始在哥伦比亚广播公司播出。根据Advertising Age的说法，出现在该节目中的公司都被保证其品牌形象不会受损。
该剧集大获成功，首播集的观众人数为3860万人，收视率为32%。该节目的第一季是2009-10电视播出季中最受欢迎的新节目，平均观众人数为1770万人。
第二季的平均观众人数为1215.8万人，而第三季由于从周日档移到了观众较少的周五晚间档，平均收视人数为934.7万人。2012年3月，哥伦比亚广播公司宣布续订第4季，第5季的续订则在2013年3月宣布。